# Anas theodori
L'anatra di Mauritius (Anas theodori A.Newton & Gadow, 1893) è un uccello estinto della famiglia degli Anatidi, vissuto sull'isola di Mauritius sino alla fine del XVII secolo.